# Associação Desportiva de São Pedro da Cova
A Associação Desportiva de São Pedro da Cova é um clube português sediado em São Pedro da Cova, na atual freguesia de Fânzeres e São Pedro da Cova, Município de Gondomar, Distrito do Porto. O clube foi fundado em 7 de Abril de 1937 e o seu atual presidente chama-se Carlos Alberto.
Os seus jogos em casa são disputados no Estádio do Laranjal que conta com um relvado natural e dois campos pelados no seu complexo desportivo, localizado ao lado das piscinas municipais da freguesia.
A equipa de futebol sénior participa, na época de 2024/25, na Divisão de Elite da AF Porto.

## Futebol

### Histórico
|                    | Nº Presenças | Títulos |
| ------------------ | ------------ | ------- |
| Temporadas na 1ª   | 0            |         |
| Temporadas na 2ª   | 0            |         |
| Temporadas na 2ª B | 0            |         |
| Temporadas na 3ª   | 21           |         |
| Taça de Portugal   | 24           |         |

### Classificações
| Escalão     | 06/07 | 07/08 | 08/09 | 09/10 | 10/11 | 11/12 | 12/13 | 13/14 | 14/15 |
| ----------- | ----- | ----- | ----- | ----- | ----- | ----- | ----- | ----- | ----- |
| III Divisão | 7º    | 13º   | -     | -     | -     | -     | -     | -     | -     |
| Elite       | -     | -     | -     | -     | -     | -     | -     | 17º   | X     |
| Honra       | -     | -     | 14º   | 4º    | 11º   | 12º   | 5º    | -     | -     |
| 1ª Divisão  | -     | -     | -     | -     | -     | -     | -     | -     | -     |

|           | I   | II  | III | IV  | V   | Pts    | Jogos | V   | E   | D   | GM  | GS  | DG  |
| 1969-1970 |     |     | 12  |     |     | 25 pts | 30    | 9   | 7   | 14  | 48  | 55  | -7  |
| ...       | ... | ... | ... | ... | ... | ...    | ...   | ... | ... | ... | ... | ... | ... |
| 1995-1996 |     |     |     | 8   |     | 50 pts | 34    | 14  | 8   | 12  | 53  | 52  | +1  |
| 1996-1997 |     |     |     | ... |     | ...    | ...   | ... | ... | ... | ... | ... | ... |
| 1997-1998 |     |     |     | 13  |     | 40 pts | 34    | 9   | 13  | 12  | 40  | 47  | -7  |
| 1998-1999 |     |     |     | 16  |     | 37 pts | 34    | 10  | 7   | 17  | 44  | 64  | -20 |
| ...       | ... | ... | ... | ... | ... | ...    | ...   | ... | ... | ... | ... | ... | ... |
| 2003-2004 |     |     |     | 4   |     | 55 pts | 34    | 16  | 7   | 11  | 74  | 47  | +27 |
| 2004-2005 |     |     |     | 6   |     | 57 pts | 34    | 15  | 12  | 7   | 65  | 44  | +21 |
| 2005-2006 |     |     |     | 10  |     | 45 pts | 32    | 12  | 9   | 11  | 45  | 39  | +6  |
| 2006-2007 |     |     |     | 7   |     | 44 pts | 30    | 11  | 11  | 8   | 38  | 30  | +15 |
| 2007-2008 |     |     |     | 13  |     | 33 pts | 26    | 9   | 6   | 11  | 29  | 45  | -16 |
| 2008-2009 |     |     |     |     | 14  | 42 pts | 38    | 10  | 12  | 16  | 40  | 49  | -9  |
| 2009-2010 |     |     |     |     | 4   | 58 pts | 34    | 17  | 7   | 10  | 44  | 30  | +14 |
| 2010-2011 |     |     |     |     | 11  | 44     | 34    | 11  | 11  | 12  | 48  | 57  | -9  |
| 2011-2012 |     |     |     |     | 12  | 40     | 34    | 11  | 7   | 16  | 50  | 56  | -6  |
| 2012-2013 |     |     |     |     | 5   | 50     | 34    | 13  | 11  | 10  | 43  | 39  | +4  |
| 2013-2014 |     |     |     |     | 17  | 40     | 38    | 10  | 10  | 18  | 35  | 62  | -27 |
| 2014-2015 |     |     |     |     | ... | ...    | ...   | ... | ... | ... | ... | ... | ... |